# Tigre-de-bengala
O tigre-de-bengala (nome científico: Panthera tigris tigris), também conhecido como tigre-indiano, é um grande felino e uma das 6 subespécies de tigre restantes, sendo atualmente a maior delas, devido ao fato do tigre-siberiano haver diminuído seu porte devido a caça e destruição do seu habitat. Seu nome deve-se à sua presença em Bengala ocidental, próxima ao Golfo de Bengala.
É uma das populações mais ameaçadas de extinção dentre os grandes felídeos do planeta, seja pela caça ilegal ou pela destruição de seu habitat. Em 2022, a população de tigres de bengala selvagens foi estimada entre 3 167 e 3 682 indivíduos na Índia, 316 e 355 indivíduos no Nepal, 131 indivíduos no Butão e cerca de 114 indivíduos em Bangladesh. Seus números aumentaram ligeiramente nos últimos anos, porém estão bem abaixo da taxa de reposição (muito devido a caça ilegal e destruição do seu habitat natural).
Fundações como a WWF tomaram a frente da responsabilidade de propiciar a preservação dos tigres, mais especificamente do tigre-de-bengala, tigre-de-sumatra e do tigre-siberiano (ainda mais raros). Estima-se que o percentual de tigres na Ásia hoje seja 40% menor do que em 1995, graças a esforços e ajuda humanitária, cerca de 15% já foi recuperado.

## Taxonomia
Bengala é a localidade de tipo tradicional para o binômens Panthera tigris, à qual o taxonomista britânico Reginald Innes Pocock subordinou o tigre de Bengala em 1929 sob o trinômio Panthera tigris tigris. 
A validade de várias subespécies de tigres na Ásia continental foi questionada em 1999. Morfologicamente, os tigres de diferentes regiões variam pouco, e o fluxo genético entre as populações nessas regiões é considerado possível durante o Pleistoceno. Portanto, foi proposto reconhecer apenas duas subespécies como válidas, a saber, P. t. tigris na Ásia continental e P. t. sondaica nas Ilhas da Grande Sonda e, possivelmente, em Sundaland. Em 2017, o Grupo Cat Specialist revisou a taxonomia de felídeos e agora reconhece as populações de tigres vivos e extintos na Ásia continental como P. t. tigris. 

## Características
| Característica       | De                     | Até                  |
| -------------------- | ---------------------- | -------------------- |
| Altura               | 96 cm                  | 1,15 m               |
| Comprimento (fêmea)  | 2,40 m                 | 2,61 m               |
| Comprimento (macho)  | 2,60 m                 | 3,18 m               |
| Comprimento da cauda | 85 cm                  | 1,10 m               |
| Peso (fêmea)         | 120 kg                 | 160 kg               |
| Peso (macho)         | 180 kg                 | 266 kg               |
| Nº de crias          | 2                      | 4                    |
| Gestação             | 95 dias                | 112 dias             |
| Tempo de vida        | 10-15 anos na natureza | 26 anos em cativeiro |

O maior tigre-indiano de todos os tempos foi morto em novembro de 1967 em Uttar Pradesh, na Índia, e media 3,22 m (ou 3,37 m no total) de comprimento e pesava 389 kg; Este exemplar encontra-se empalhado e exposto no Smithsonian Institution, nos Estados Unidos.
Há diferenças regionais em relação ao tamanho dos tigres-de-bengala, por exemplo, os tigres que habitam os pântanos do Parque Nacional do Sundarbans, que são conhecidos por serem "devoradores de homens", são menores que a maioria dos tigres-de-bengala que vivem no centro da Índia. Já os que habitam as montanhas do Himalaia no Butão, costumam ser maiores que estes já citados.

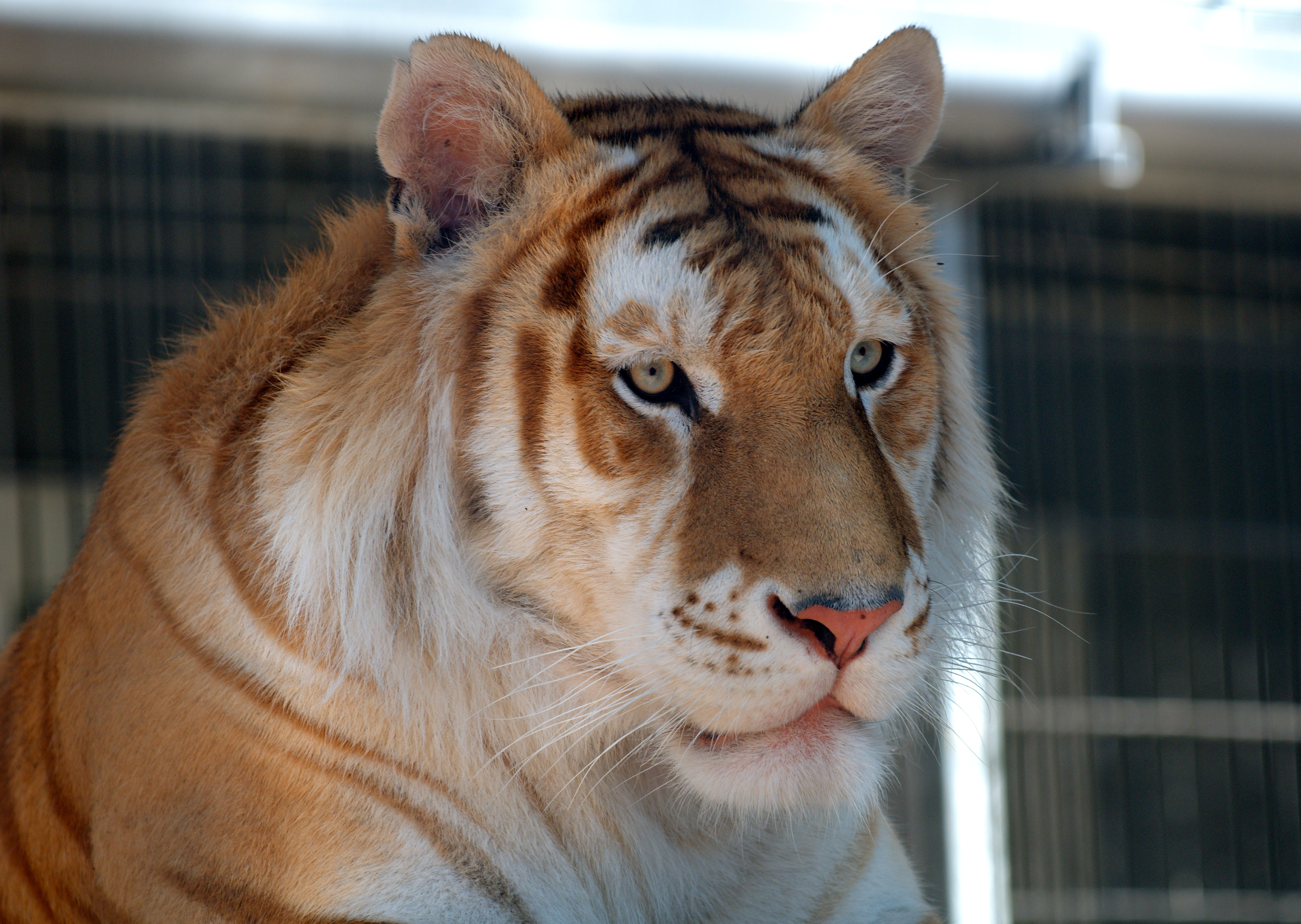
Tigre dourado. Variante dourada do tigre de Bengala

O tigre-de-bengala tem pelos curtos alaranjados e listras pretas, costuma atingir até 260 kg, mas pode ultrapassar os 280 kg, salta 6 metros horizontalmente e consegue correr a 60 km/h. Entre os carnívoros terrestres, eles possuem as maiores presas e garras, podendo chegar a 10 cm de comprimento. São ágeis. Seu corpo tem cerca de 20 listras transversais. As patas e a parte de baixo das pernas são brancas. O tigre-de-bengala vive principalmente em florestas da Índia, mas também em algumas regiões do Nepal, do Butão e nos pântanos do Golfo de Bengala.
A subespécie tem uma característica curiosa e exclusiva: o tigre dourado e o tigre branco que são variantes de cor do tigre-de-bengala e são encontradas apenas em cativeiro. Com exceção de uma única exemplar branca que vive em estado selvagem, na reserva particular Tiger Canyons de John Varty na África do Sul, e que portanto é o único tigre branco selvagem do mundo.

## Distribuição geográfica
O tigre-de-bengala, até ao começo do século XX, habitava quase toda a Índia (com exceção do extremo norte e da Península de Kathiawar), Bangladesh, leste do Paquistão, sudoeste da China, oeste de Mianmar, Nepal e Butão. Atualmente ainda restam populações espalhadas em vários pontos da Índia e países vizinhos. Encontra-se extinto no Paquistão.

## Território
Os tigres costumam ser bem territorialistas e é comum acontecer brigas por território para expulsar rivais e invasores da mesma espécie e até de outras. A taxa de mortalidade por este motivo é alta.
O território de um tigre macho adulto engloba vários territórios de fêmeas e tem de 110 à 200 km². Um tigre macho mantém um grande território, a fim de incluir territórios de várias fêmeas dentro de seus limites, para que ele possa manter acasalamento diretamente com elas. Fêmeas possuem territórios de até 31 km².
Para marcar território, os tigres expelem substâncias com odores característicos em árvores e arbustos; deixam marcas profundas de suas garras em troncos de árvores para deixar os odores das glândulas de suas patas; fazem vocalizações características para inibir a aproximação de invasores e demonstrar sua posição. Estes rugidos podem ser ouvidos a mais de 3 km de distância, ecoando entre as árvores e a densa vegetação.

## Reprodução

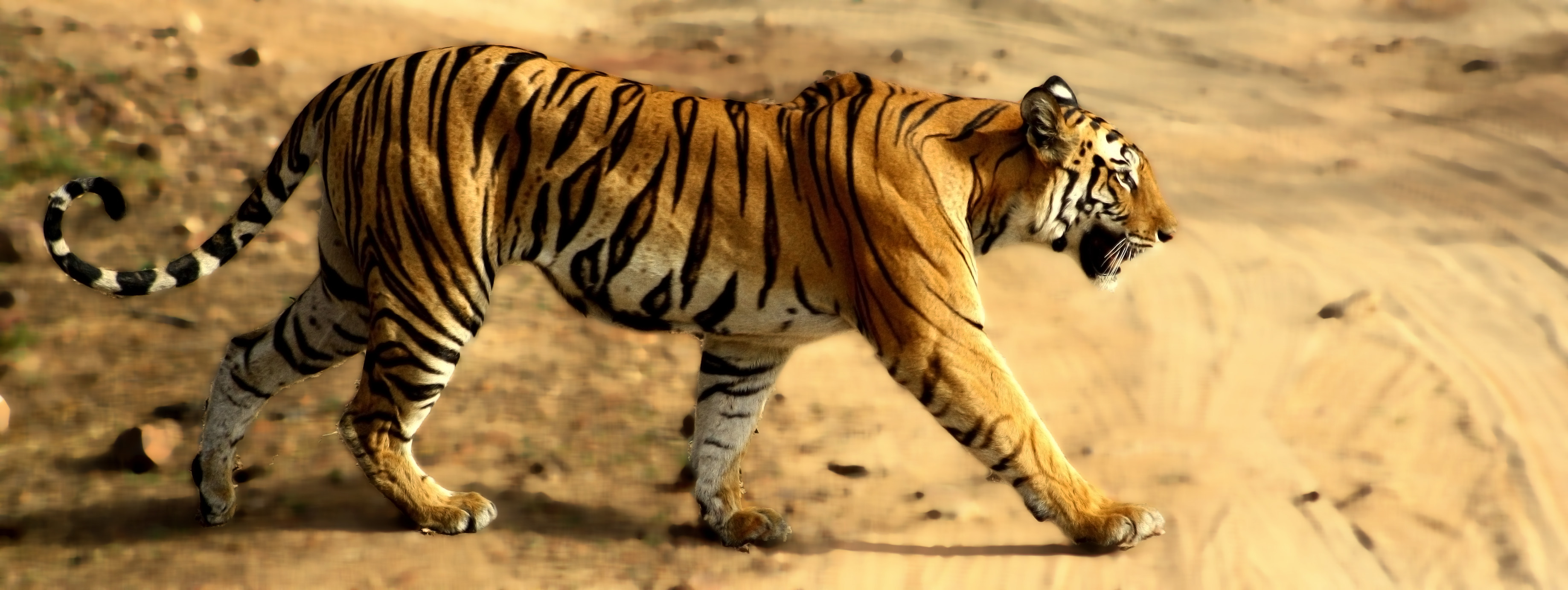
Tigresa no Parque Nacional de Bandhavgarh, 2010.

Na época de acasalamento, o macho realiza vocalizações e as fêmeas receptivas que se interessam vão até o seu território. O período fértil da fêmea dura de 4 à 6 dias. O casal de tigres fica junto apenas durante o período fértil, eles acasalam cerca de 100 vezes por dia. O Tigre dominante de cada região acasala com as fêmeas englobadas por seu território. O período de gestação é de 103 dias e podem nascer de 2 a 5 filhotes por ninhada. Essas crias nascem com cerca de 1 kg e são cegas, tornando-as muito frágeis.

## Caça e dieta
No verão, o tigre fica sempre perto da água. Por isso, é um nadador ágil. É também um excelente caçador e alimenta-se de animais pequenos, como veados, macacos e aves, e outros maiores como o gauro (subespécie de búfalo asiático maior que o africano), filhotes de elefantes e de rinocerontes. Mas já houve casos registrados de tigres caçando elefantes e rinocerontes adultos. Também atacam crocodilos na água ou na terra, e Pítons também fazem parte do cardápio deste felino.
Tigres-de-bengala são conhecidos por se alimentar de outros predadores, como leopardos, lobos, crocodilos, ursos negros asiáticos, ursos preguiça e dholes, embora estes predadores não sejam tão frequentemente parte de sua dieta. Em estado selvagem, os tigres alimentam-se principalmente de animais de médio à grande porte, preferindo ungulados nativos que pesam no mínimo 90 kg. Tais como o Cervo sambar, chital, veado barasingha, javali, gauro, nilgó, búfalo d'água selvagem e búfalo doméstico asiático, em ordem crescente de preferência. O sambar e o chital são as presas preferidas e constituem a principal da dieta deste grande felino.

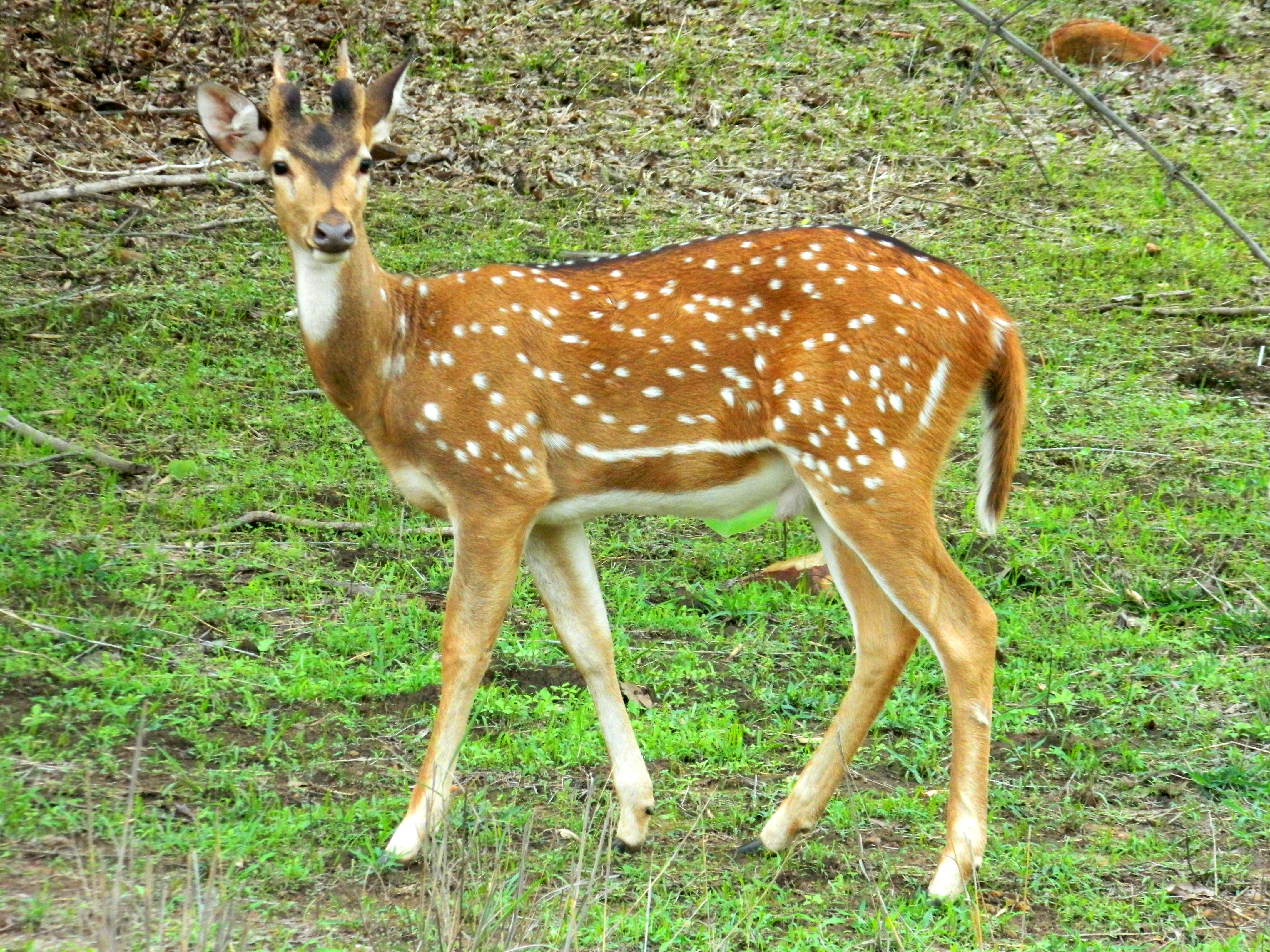
Chital
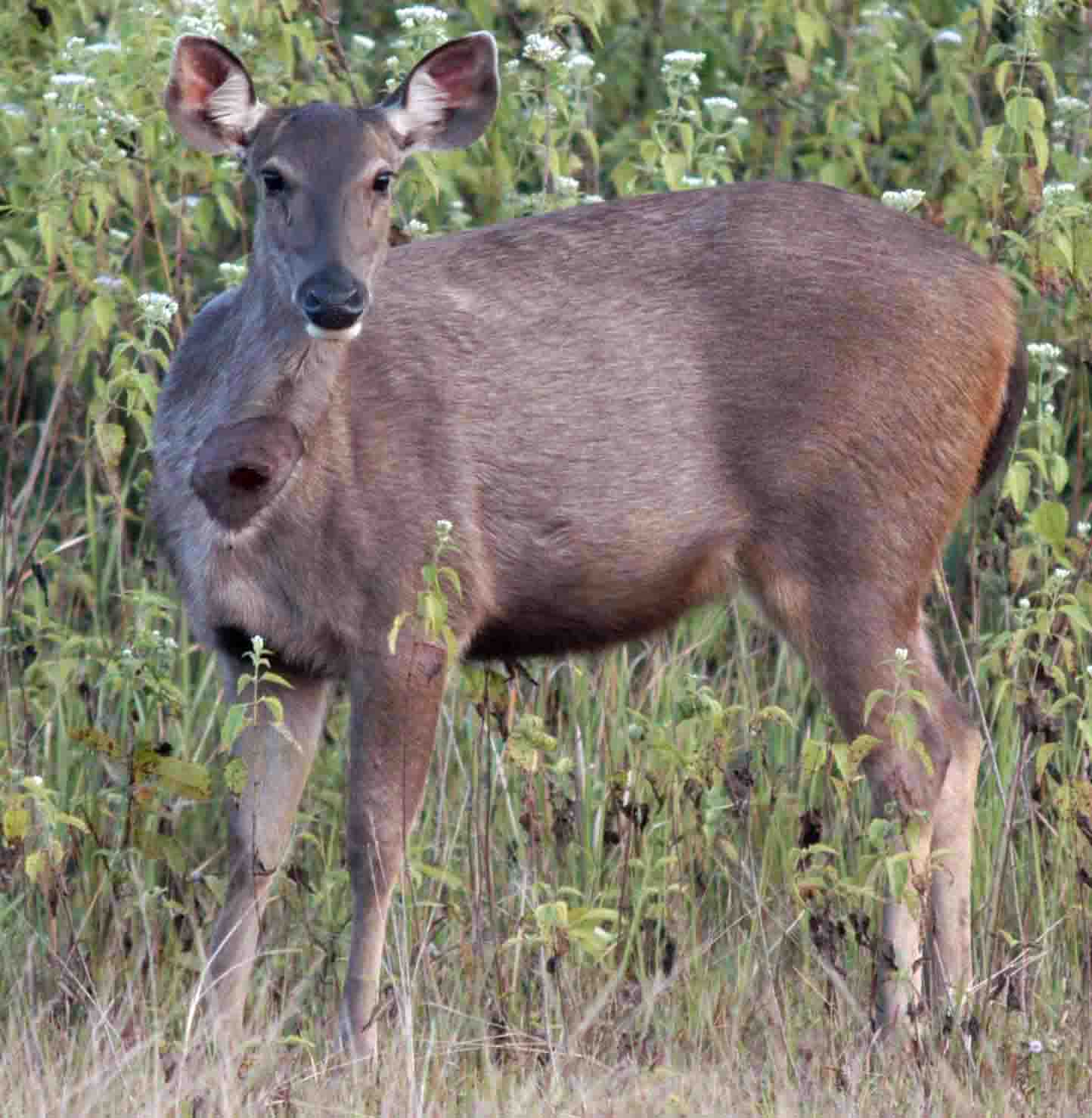
Cervo Sambar, fêmea
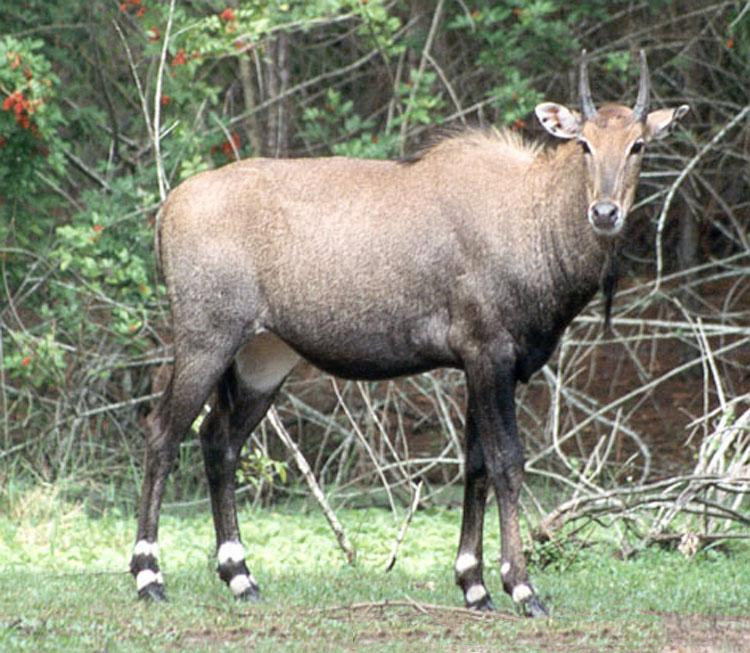
Nilgó
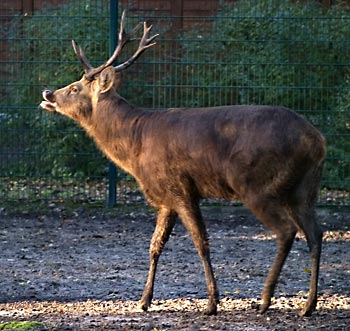
Barasingha
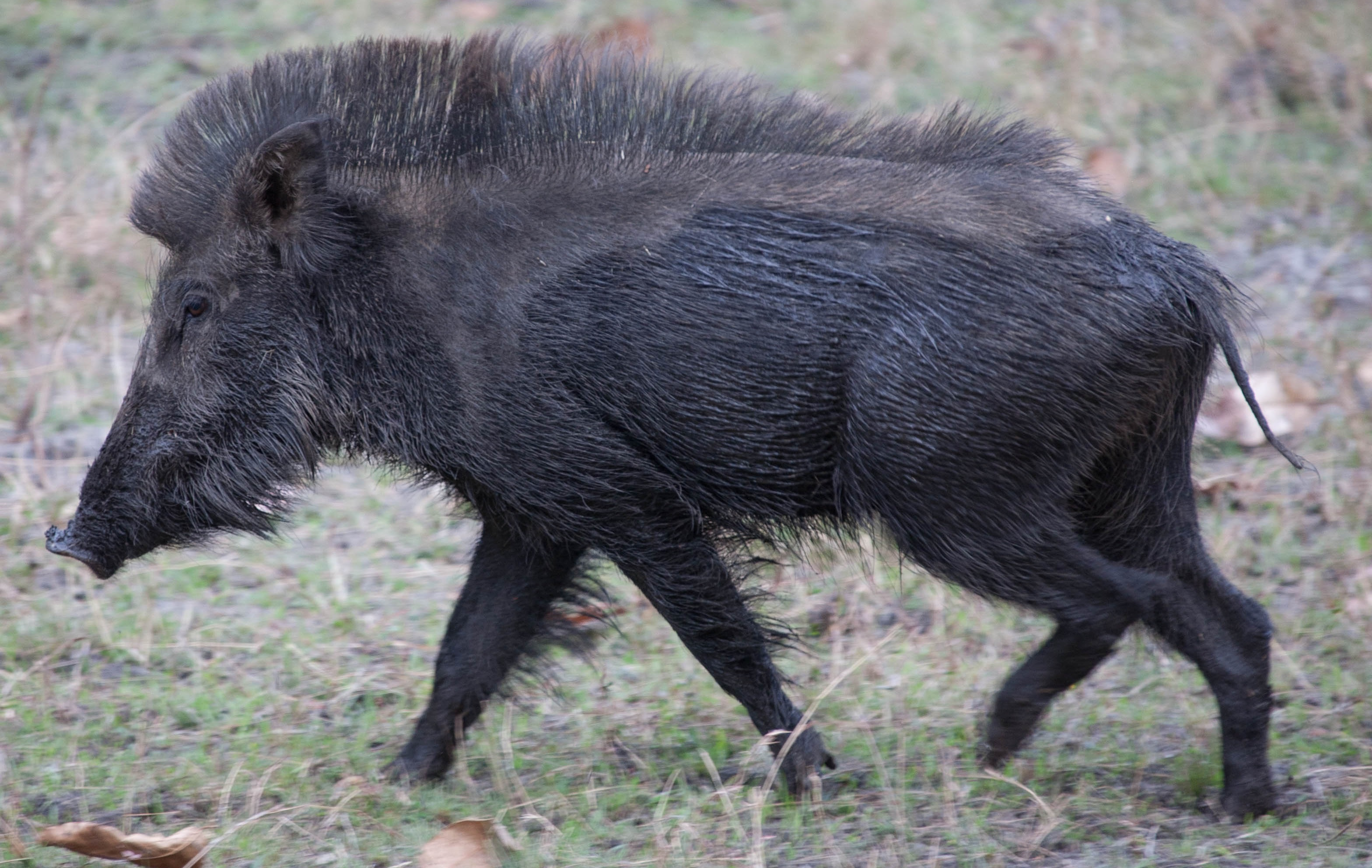
Javali-selvagem-indiano
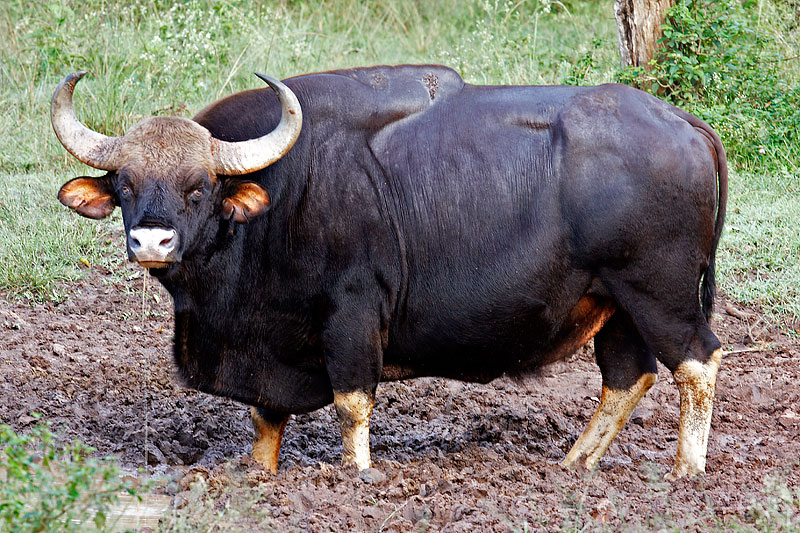
Gauro adulto
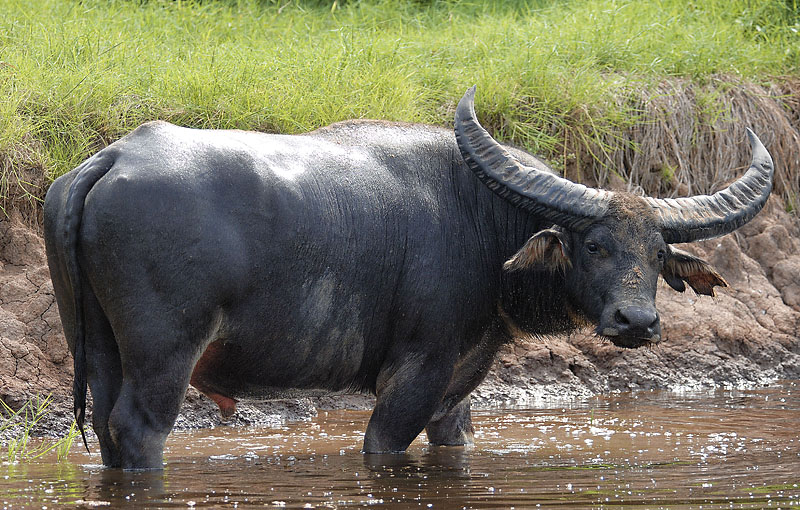
búfalo d'água selvagem
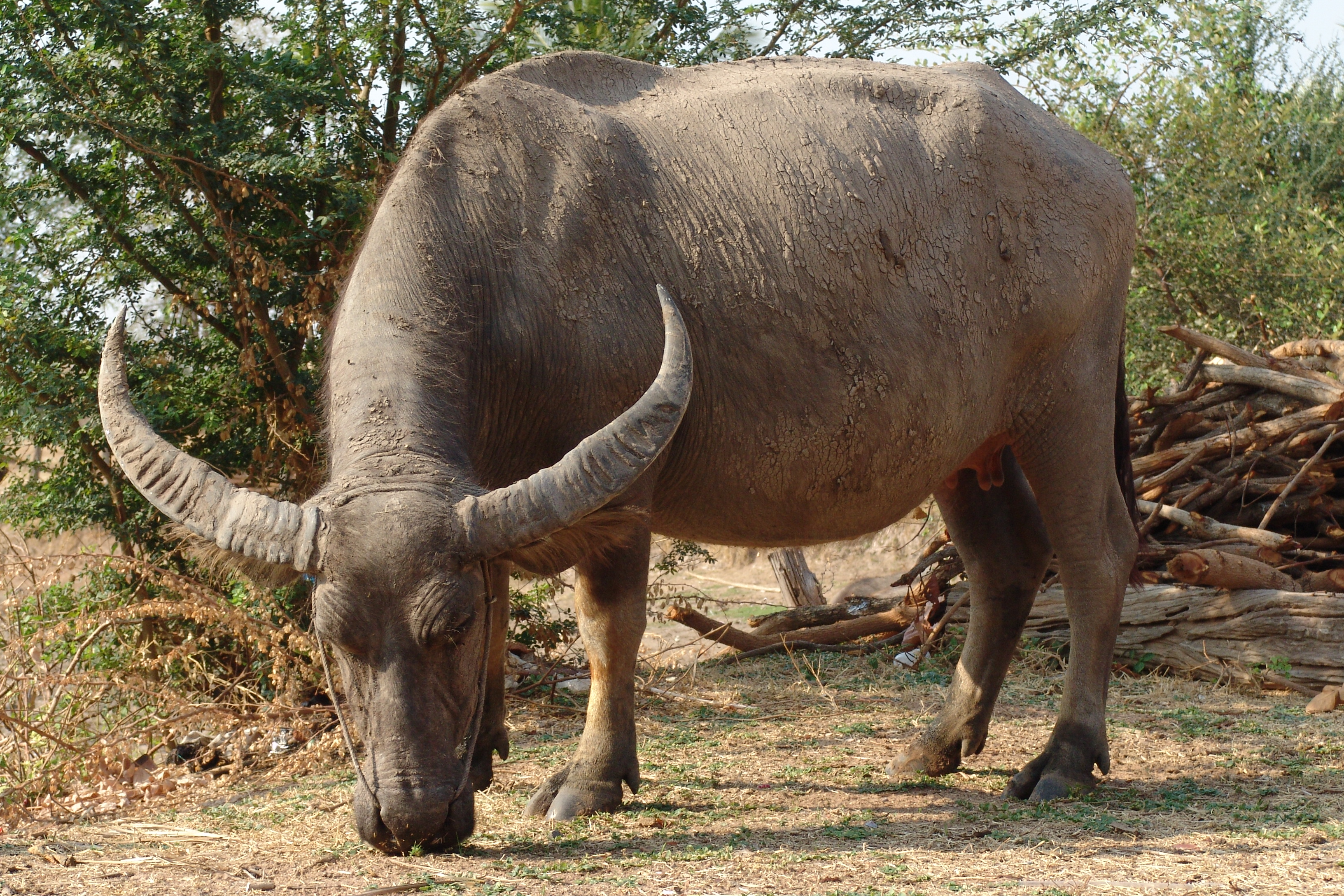
búfalo d'água doméstico

Tigres geralmente não atacam elefantes asiáticos, rinocerontes indianos adultos totalmente adultos, mas incidentes foram relatados. Mais frequentemente, são os pequenos filhotes, mais vulneráveis, que são mortos.  Tigres foram relatados atacando e matando elefantes montados por seres humanos durante a caça de tigres no século XIX. Quando em estreita proximidade com os seres humanos, tigres também atacam, por vezes, animais domésticos como gado, cabras, etc. Tigres velhos ou feridos, incapazes de capturar presas selvagens, podem tornar-se devoradores de homens; este padrão tem ocorrido com frequência em toda a Índia. Uma exceção é nos Sundarbans, onde os tigres saudáveis caçam pescadores e moradores que adentram a selva em busca de produtos naturais. Neste caso os seres humanos, formam assim uma pequena parte da dieta do tigre.

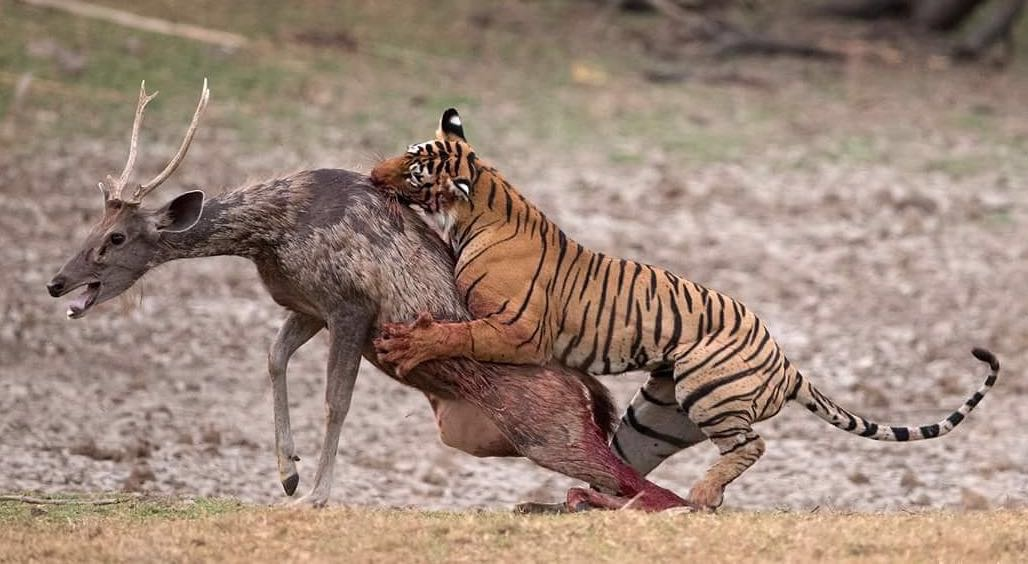
Tigre capturando presa. Parque Nacional de Ranthambore

Os tigres caçam sozinhos e emboscam suas presas, dominando-os a partir de qualquer ângulo, usando seu tamanho corporal e força para derrubar a presa desequilibrando-a.
Caçadas bem-sucedidas geralmente exigem que o tigre quase simultaneamente salte sobre sua presa, derrube-a, e agarre na garganta ou nuca mordendo até sufocar.  Apesar de seu grande tamanho, os tigres podem atingir velocidades de cerca de 49 à 65 km/h, mas apenas em curtos períodos; consequentemente, tigres devem estar bem perto de suas presas antes de atacar, cerca de 20 metros de distância. Se a presa sente a presença do tigre antes disso, o tigre geralmente abandona a caça ao invés de perseguir a presa ou enfrentá-la de frente, este felino não desperdiça energia à toa sabendo que terá oportunidades melhores. Saltos horizontais de até 10 metros foram relatados, embora saltos de 6 metros sejam mais típicos.

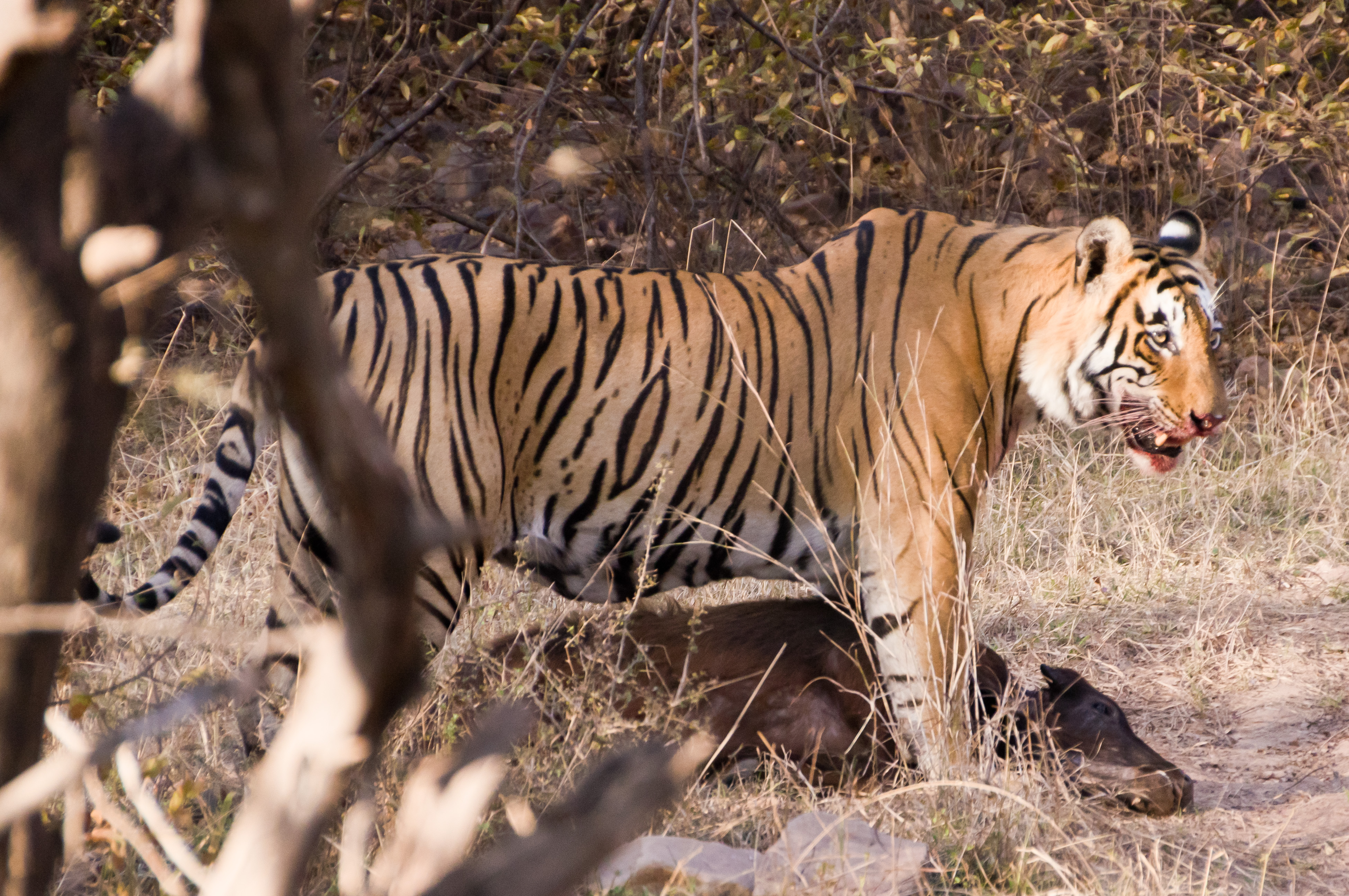
Tigre com presa abatida

Quando caçam animais maiores, tigres preferem morder a garganta, sufocando a presa, e usam suas patas dianteiras poderosas para agarrá-la e mantê-la. O tigre permanece mordendo até que seu alvo morra por sufocamento. Por esse método, gauros e Búfalos-asiáticos pesando mais de uma tonelada foram mortos por tigres, que pesavam cerca de um quinto disso. Embora eles possam matar os adultos saudáveis, tigres, muitas vezes selecionam indivíduos filhotes ou debilitados de animais muito grandes. Atacar adultos saudáveis deste tamanho pode ser perigoso, já que chifres e coices são potencialmente fatais para o tigre, e também seria uma caça mais difícil. Nenhum outro predador terrestre vivo enfrenta presas deste tamanho sozinho. Embora raramente observado, alguns tigres foram vistos matando a presa ao segurá-la com suas patas, que são poderosas o suficiente para esmagar crânios de gado doméstico, e quebrar a coluna cervical de ursos-preguiças.
Quando ataca presas menores, como macacos e lebres, o tigre morde a nuca, muitas vezes quebrando a medula espinhal, perfurando a traqueia, ou cortando a veia jugular ou artéria carótida.

## Tigre-de-bengala na cultura popular
- O tigre Shere Khan, personagem de O Livro da Selva, dos filmes Mogli - O menino Lobo e dos live-actions de 1942 (Mogli - O menino lobo) e 1994 (O Livro da Selva).
- O tigre branco Dhiren e o tigre negro Kishan, personagens da saga literária A Maldição do Tigre, e, brevemente, da adaptação para o cinema.
- O tigre Richard Parker do livro "A vida de Pi" e da adaptação para o cinema "As aventuras de Pi".
- O tigre Rajah, personagem do filme e da série Aladdin.
- A tigresa Machli, apelidada de "Rainha dos tigres" ou "rainha dos lagos", famosa por ser a tigresa selvagem mais filmada e a que governou, por mais de 10 anos, o melhor território do parque de Ranthambore, na Índia.
- Os tigres Waghdoh e Bamera, dois machos alfas considerados os maiores e mais pesados tigres dos Parques Nacionais de Tadoba e de Bandhavgarh, respectivamente.